# دره پیازچال

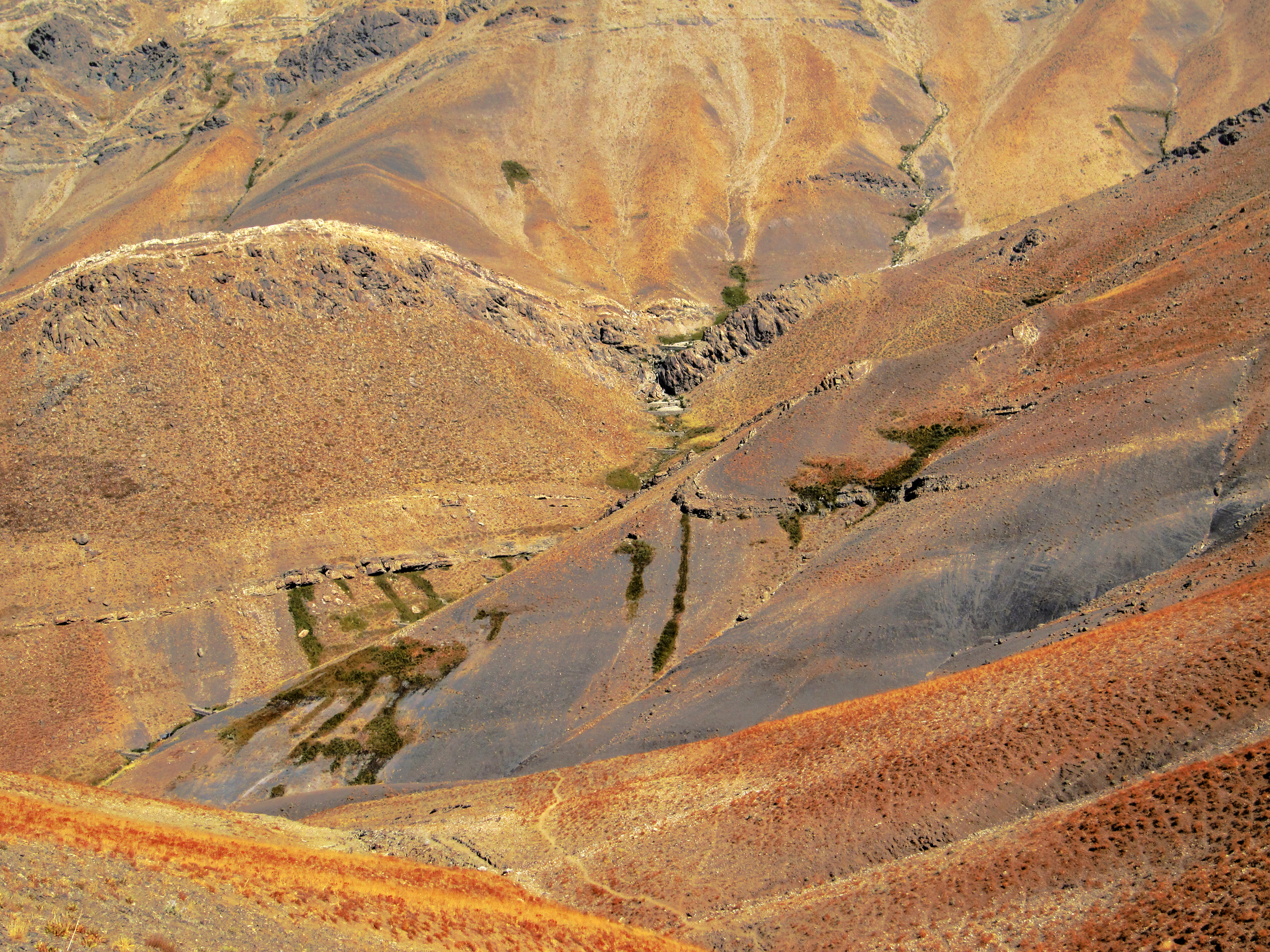
پیازچال

درهٔ پیازچال نام دره‌ای مرتفع است که از یال انتهایی مسیر کوهنوردی کلک‌چال تا قله‌های دوقلوی کلک‌چال و انتهای دره دارآباد و دو چشمه جاری کشیده شده‌است. این دره تقریباً در تمام سال سرسبز است و چشمه‌های آن جاری است. یک آغل دامداری و چندین بز و گوسفند و همچنین چند اسب وحشی همواره در آن دره وجود دارند.